# Iki, Nagasaki
Iki (壱岐市 Iki-shi, Nhất Kì) là một thành phố thuộc tỉnh Nagasaki, Nhật Bản, nằm cách thành phố Fukuoka 80 km về phía đông bắc. Thành phố gồm 5 đảo có người sinh sống và 17 đảo hoang, và toàn bộ khu vực này nằm trong vườn quốc gia Iki-Tsushima Quasi.